# カスティリオーネ・ダッダ
カスティリオーネ・ダッダ（伊: Castiglione d'Adda）は、イタリア共和国ロンバルディア州ローディ県にある、人口約4,500人の基礎自治体（コムーネ）。

## 地理

### 位置・広がり

#### 隣接コムーネ
隣接するコムーネは以下の通り。括弧内のCRはクレモナ県所属を示す。
- ベルトーニコ
- カステルジェルンド
- フォルミガーラ (CR)
- ゴンビト (CR)
- テッラノーヴァ・デイ・パッセリーニ

### 地勢・地形
- 河川：アッダ川

### 気候分類・地震分類
気候分類では、zona E, 2549 GGに分類される。
また、イタリアの地震リスク階級 (it) では、zona 3 (sismicità bassa) に分類される。

## 姉妹都市
- ロッツォロ、イタリア